# Mecia Faustina
Mecia Faustina (en latín, Maecia Faustina), también llamada Antonia Gordiana por algunos historiadores, fue una princesa romana de la Dinastía Gordiana, una de las consideradas más nobles, ricas e influyentes del imperio en el siglo III.

## Biografía

### Orígenes
Mecia Faustina descendía de Trajano y Antonio Pío, y su familia había ocupado cargos en el senado durante al menos seis generaciones. Era hija del emperador Gordiano I y de Fabia Orestilia, y hermana y madre de emperadores (Gordiano II y Gordiano III respectivamente). Casó con el cónsul Junio Balbo, del que tuvo al futuro emperador Gordiano III y a Gordiana.

### Ascenso de su hijo
Tras el asesinato de Pupieno y Balbino su hijo fue proclamado emperador por los pretorianos cuando contaba sólo trece años, ejerciendo Faustina las labores de gobierno hasta el ascenso de Timesteo, hábil jefe de la guardia pretoriana que fue alcanzando la confianza del emperador hasta el punto de que éste casó con su hija Tranquilina.
Algunos historiadores consideran que el nombre de Mecia Faustina y el de su marido fueron inventados por la tradición, ignorándose el original e incluso si estos personajes llegaron a existir realmente, pues las crónicas de la época tendían a mezclar la Historia con la leyenda.
- Datos: Q443278